# Roberta Jonay
Roberta Jonay, pseudonimo di Roberta Jones (Filadelfia, 15 ottobre 1921 – Tarzana, 19 aprile 1976), è stata un'attrice e ballerina statunitense.

## Biografia
Nata a Filadelfia e cresciuta a St. Petersburg, in Florida, fu spinta dalla madre a intraprendere la carriera teatrale. A questo scopo si trasferirono entrambe a New York, dove Roberta studiò nella Neighbourhood Playhouse e cominciò a lavorare in riviste come ballerina di fila.
Nel 1937 iniziò un legame sentimentale con Earl Miller, una guardia del corpo del presidente Roosevelt e fu conosciuta e presa a benvolere dalla first lady Eleanor Roosevelt. Quella che poteva costituire un'importante opportunità di lancio della sua carriera svanì però nel 1939 con la fine della relazione con Miller. Tuttavia nel 1943 la Jonay firmò un contratto con la Paramount e iniziò la sua esperienza di attrice del cinema.
Furono piccole parti in commedie musicali, dall'esordio in Riding High (1943) a Mascherata al Messico (1945), fino a Il valzer dell'imperatore (1948) con Bing Crosby, con poche eccezioni, come le partecipazioni ai noir La dalia azzurra (1946), con Alan Ladd, e La donna di quella notte (1947), con Ray Milland. Dopo quasi venti film, lasciò il cinema nel 1948, partecipando soltanto a un paio di telefilm negli anni cinquanta.
Sposò nel 1950 l'attore Judson Pratt (1916-2002), anch'egli con una formazione nel teatro di rivista. Ebbero due figli. Roberta Jonay morì di cancro nel 1976 e fu sepolta nel Forest Lawn Memorial Park di Hollywood.

## Filmografia parziale

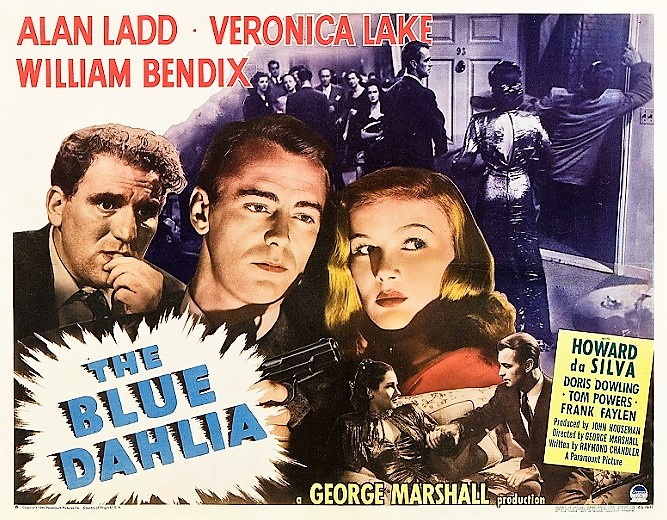
Poster del film La dalia azzurra

- Riding High, regia di George Marshall (1943)
- Star Bright, regia di Hugh Bennett (1944)
- Mascherata al Messico (Masquerade in Mexico), regia di Mitchell Leisen (1945)
- La dalia azzurra (The Blue Dahlia), regia di George Marshall (1946)
- Eroi nell'ombra (O.S.S.), regia di Irving Pichel (1946)
- Cieli azzurri (Blue Skies), regia di Stuart Heisler (1946)
- Mia moglie capitano (Suddenly It's Spring), regia di Mitchell Leisen (1947)
- La donna di quella notte (The Imperfect Lady), regia di Lewis Allen (1947)
- Passione di zingara (Golden Earrings), regia di Mitchell Leisen (1947)
- Il valzer dell'imperatore (The Emperor Waltz), regia di Billy Wilder (1948)
- Smith il taciturno (Whispering Smith), regia di Leslie Fenton (1948)

## Fonti
- Stella Star, Roberta Jonay, January 19, 2017